# Ballon d'Alsace
Il Ballon d'Alsace (in tedesco Elsässer Belchen) (1.247 m s.l.m.) è una montagna della Francia che fa parte dei monti Vosgi. La montagna è collocata al confine fra tre dipartimenti: Alto Reno, Vosgi e Territorio di Belfort. È conosciuto per essere stato inserito svariate volte nel percorso del Tour de France: nel 1967, 1969, 1972 e nel 1979.  

## Caratteristiche
È il monte più alto tra quelli compresi nel parco naturale del Ballon D'Alsace. La cima del monte presenta una forma simile a quella di un ferro di cavallo, che la rende molto conosciuta in tutta la Francia; ha un clima subcontinentale, con abbondanti piogge in autunno e modeste nevicate invernali.
Esso offre anche un ampio panorama: la Foresta Nera a est, il Jura, la Porta di Belfort e, con il cielo limpido, la catena delle Alpi bernesi e il monte Bianco a sud, e le creste dei Vosgi a nord.
Il parco si estende su quattro comuni, quattro dipartimenti e due regioni:
- Lepuix (Territorio di Belfort, Borgogna-Franca Contea) ;
- Plancher-les-Mines (Alta Saona, Borgogna-Franca Contea) ;
- Saint-Maurice-sur-Moselle (Vosgi, Grand Est) ;
- Sewen (Alto Reno, Grand Est).